# Maison seigneuriale de Champignol-lez-Mondeville
La maison seigneuriale de Champignol-lez-Mondeville est un édifice situé à Champignol-lez-Mondeville, en France.

## Localisation
L'édifice est situé sur la commune de Champignol-lez-Mondeville, dans le département français de l'Aube.

## Historique
L'édifice est inscrit au titre des monuments historiques en 2010.